# Natação no Campeonato Europeu de Esportes Aquáticos de 2022 - 800 m livre feminino
A prova dos 800 metros nado livre feminino da natação no Campeonato Europeu de Esportes Aquáticos de 2022 ocorreu nos dias 11 e 12 de agosto no Foro Italico, em Roma na Itália.

## Calendário
| Fase          | Data         | Hora  |
| ------------- | ------------ | ----- |
| Eliminatórias | 11 de agosto | 10:37 |
| Final         | 12 de agosto | 19:27 |

Todos os horários estão no horário local (UTC+1)

## Recordes
Antes desta competição, os recordes eram os seguintes:
|                       | Nadadora          | Tempo   | Local          | Data                 |
| --------------------- | ----------------- | ------- | -------------- | -------------------- |
| Recorde mundial       | Katie Ledecky     | 8:04.79 | Rio de Janeiro | 12 de agosto de 2016 |
| Recorde europeu       | Rebecca Adlington | 8:14.10 | Pequim         | 16 de agosto de 2008 |
| Recorde do campeonato | Jazmin Carlin     | 8:15.54 | Berlim         | 21 de agosto de 2014 |

## Medalhistas
| Ouro                    | Prata             | Bronze             |
| Simona Quadarella (ITA) | Isabel Gose (GER) | Merve Tuncel (TUR) |

## Resultados

### Eliminatórias
Esses foram os resultados das eliminatórias.
| Pos. | Bateria | Raia | Nadadora                     | Nacionalidade | Tempo   | Notas |
| ---- | ------- | ---- | ---------------------------- | ------------- | ------- | ----- |
| 1    | 3       | 4    | Simona Quadarella            | Itália        | 8:23.46 | Q     |
| 2    | 2       | 4    | Isabel Gose                  | Alemanha      | 8:30.01 | Q     |
| 3    | 3       | 5    | Merve Tuncel                 | Turquia       | 8:31.12 | Q     |
| 4    | 3       | 3    | Martina Caramignoli          | Itália        | 8:33.25 | Q     |
| 5    | 3       | 6    | Tamila Holub                 | Portugal      | 8:34.25 | Q     |
| 6    | 2       | 6    | Paula Otero                  | Espanha       | 8:35.60 | Q     |
| 7    | 2       | 5    | Deniz Ertan                  | Turquia       | 8:36.27 | Q     |
| 8    | 2       | 3    | Leonie Beck                  | Alemanha      | 8:36.43 | Q     |
| 9    | 2       | 2    | Ángela Martínez              | Espanha       | 8:39.32 |       |
| 10   | 3       | 8    | Imani de Jong                | Países Baixos | 8:40.48 |       |
| 11   | 2       | 7    | Bettina Fábián               | Hungria       | 8:40.83 |       |
| 12   | 2       | 8    | Alisée Pisane                | Bélgica       | 8:44.88 |       |
| 13   | 3       | 1    | Paulina Piechota             | Polónia       | 8:45.19 |       |
| 14   | 3       | 7    | Diana Durães                 | Portugal      | 8:47.42 |       |
| 15   | 3       | 2    | Celine Rieder                | Alemanha      | 8:47.43 |       |
| 16   | 3       | 9    | Lucie Hanquet                | Bélgica       | 8:48.44 |       |
| 17   | 2       | 1    | Klaudia Tarasiewicz          | Polónia       | 8:50.65 |       |
| 18   | 2       | 9    | Lena Opatril                 | Áustria       | 8:54.66 |       |
| 19   | 1       | 5    | Grace Hodgins                | Irlanda       | 8:57.87 |       |
| 20   | 1       | 3    | Noemi Freimann               | Suíça         | 8:59.60 |       |
| 21   | 3       | 0    | Duru Tanrıverdi              | Turquia       | 9:00.48 |       |
| 22   | 2       | 0    | Thilda Häll                  | Suécia        | 9:01.63 |       |
| 22   | 1       | 4    | Zhanet Angelova              | Bulgária      | 9:13.74 |       |
| 24   | 1       | 6    | Vár Erlingsdóttir Eidesgaard | Ilhas Feroé   | 9:18.49 |       |
| 25   | 1       | 2    | Sara Dande                   | Albânia       | 9:55.43 |       |

### Final
Esse foi o resultado da final. 
| Pos.              | Raia | Nadadora            | Nacionalidade | Tempo   | Notas |
| ----------------- | ---- | ------------------- | ------------- | ------- | ----- |
| Medalha de ouro   | 4    | Simona Quadarella   | Itália        | 8:20.54 |       |
| Medalha de prata  | 5    | Isabel Gose         | Alemanha      | 8:22.01 |       |
| Medalha de bronze | 3    | Merve Tuncel        | Turquia       | 8:24.33 |       |
| 4                 | 1    | Deniz Ertan         | Turquia       | 8:24.94 |       |
| 5                 | 6    | Martina Caramignoli | Itália        | 8:31.30 |       |
| 6                 | 2    | Tamila Holub        | Portugal      | 8:36.36 |       |
| 7                 | 7    | Paula Otero         | Espanha       | 8:36.51 |       |
| 8                 | 8    | Leonie Beck         | Alemanha      | 8:39.04 |       |

Legenda
| Recorde mundial       | Recorde mundial (World record)               |                       | Recorde africano                      | Recorde africano (African) |                                           | Q | Classificado por posição (Qualified) |
| Recorde do campeonato | Recorde do campeonato (Championship record)  | Recorde da América    | Recorde da América (Americas)         | q                          | Classificado por melhor tempo (Qualified) |   |                                      |
| Melhor marca do ano   | Melhor marca do ano (World leading)          | Recorde asiático      | Recorde asiático (Asian)              | DNS                        | Não largou (Did not start)                |   |                                      |
| Recorde nacional      | Recorde nacional (National record)           | Recorde europeu       | Recorde europeu (European)            | DNF                        | Não terminou (Did not finish)             |   |                                      |
| Recorde pessoal       | Recorde pessoal do atleta (Personal best)    | Recorde da Oceania    | Recorde da Oceania (Oceania)          | DSQ / DQ                   | Desclassificado (Disqualified)            |   |                                      |
| Recorde da temporada  | Recorde da temporada do atleta (Season best) | Recorde sul-americano | Recorde sul-americano (South America) | NM                         | Sem marca (No mark)                       |   |                                      |